# 알트리아
알트리아(Altria)는 미국에 본사를 둔 기업으로, 식품 및 담배 산업을 전개한다. 산하 기업으로 필립 모리스 USA가 있다.
알트리아는 미국 기업이자 세계 최대의 담배, 담배 및 관련 제품 생산 및 마케팅 업체 중 하나이다. 전 세계적으로 운영되고 있으며 리치몬드 시 바로 외곽에 있는 버지니아주 헨리코 카운티에 본사를 두고 있다.
알트리아는 필립스 모리스 USA(Philip Morris USA), 존 미들턴(John Middleton, Inc.), US 스모크리스 타바코 컴퍼니(U.S. Smokeless Tobacco Company, Inc.) 및 필립 모리스 캐피털 코퍼레이션(Philip Morris Capital Corporation)의 모회사이다. 알트리아는 또한 벨기에에 본사를 둔 양조업체 AB InBev, 캐나다 대마초 회사인 크로노스그룹(Cronos Group)의 대규모 소수 지분을 보유하고 있다. S&P 500의 구성 요소이며 1985년부터 2008년까지 다우존스 산업 평균의 구성 요소였으며 2007년 크래프트푸즈(Kraft Foods Inc.)와 2008년 필립 모리스 인터내셔널의 분사로 인해 하락했다.

## 재정 상황
| 연도 | 소득 (100만 USD$) | 순이익 (100만 USD$) | 총 자산 (100만 USD$) | 주당 가격 (USD$) | 직원 수 |
| ---- | ----------------- | ------------------- | -------------------- | ---------------- | ------- |
| 2006 | 18,790            | 12,022              | 104,270              | 9.59             |         |
| 2007 | 18,664            | 9,786               | 57,746               | 11.98            |         |
| 2008 | 19,356            | 4,930               | 27,215               | 12.11            |         |
| 2009 | 23,556            | 3,206               | 36,677               | 11.06            |         |
| 2010 | 24,363            | 3,890               | 37,402               | 15.08            |         |
| 2011 | 23,800            | 3,377               | 36,751               | 19.25            |         |
| 2012 | 24,618            | 4,167               | 35,329               | 24.79            |         |
| 2013 | 24,466            | 4,535               | 34,859               | 28.70            | 9,000   |
| 2014 | 24,522            | 5,058               | 34,475               | 35.86            | 9,000   |
| 2015 | 25,434            | 5,231               | 31,459               | 47.86            | 8,800   |
| 2016 | 25,744            | 14,215              | 45,932               | 59.00            | 8,300   |
| 2017 | 25,576            | 10,208              | 43,202               | 77.41            | 8,300   |
| 2018 | 25,364            | 6,955               | 55,495               | 48.89            | 8,300   |
| 2019 | 25,110            | −1,300              | 49,271               | 49.91            | 7,300   |
| 2020 | 26,153            | 4,454               | 47,414               | 41.00            | 7,100   |